# Kvesjøen
Kvesjøen er en sø der ligger 320 meter over havet i Lierne kommune i Trøndelag fylke i Norge. Søen har tilløb fra Kvelielva i vest og mange bække. Søen afvandes mod øst via Kveelva til Murusjøen og Sverige.
Der lever fire forskellige fiskearter i søen: canadarødding (Salvelinus namaycus), knude, ørred og gedde. Den største lake som er fanget på sportsfiskeredskab i Norge, blev taget her den 17. april 1976 og vejede 7,00 kg.